# Boletopsis smithii
Boletopsis smithii är en svampart som beskrevs av K.A. Harrison 1975. Boletopsis smithii ingår i släktet Boletopsis och familjen Bankeraceae.   Inga underarter finns listade i Catalogue of Life.